# Ефраїн Антоніо Ріос Гарсія
Ефраїн Антоніо Ріос Гарсія (ісп. Efraín Antonio Ríos García; 4 квітня 1910 — 11 січня 2024) — колумбійський довгожитель, вік якого підтверджено Групою геронтологічних досліджень (GRG) та Групою LongeviQuest (LQ). 16 липня 2023 року після смерті Еусебіо Кінтеро Лопеса він став найстарішою відомою живою людиною у Колумбії. На момент смерті він був 2-м найстарішим живим чоловіком у світі, після Хуана Весенте Перес Мора, він входить до 10 найстаріших чоловіків у світовій історії та був 13-м найстарішим живим у світі. Його вік становив 113 років 282 дні.

## Біографія
Ефраїн Антоніо Ріос Гарсія народився 4 квітня 1910 року, в Антіокії, Колумбія, але сам довгожитель стверджує що народився 10 квітня 1910 року.
У 1935 році одружився з Гермінією Урібе. У пари було 18 дітей: Хав'єр, Ліліам, Ірма, Г'юго, Гектор, Ірма Інес, Флор, Віргіліо, Ефрайн, Герман, Луз, Нідія, Саул, Нельсон, Марта, Флор, Альвароль і Раміро.
У Ефраїна Антоніо Гарсія був старший брат, Франсіско Луїс Ріос Гарсія (1 жовтня 1904 — 29 квітня 2011), який помер у віці 106 років і 201 дня, що зробило їх одними з найдовше живучих братів в історії.
У квітні 2010 року у віці 103 років він і його дружина Гермінія Урібе відсвяткували 75-річчя шлюбу. Його дружина померла у 2015 році у віці 100 років.
4 квітня 2020 року Ефраїну Антоніо Гарсія виповнилося 110 років. На той час у нього було 80 онуків, 30 правнуків і 18 праправнуків.
22 червня 2023 року GRG оголосила що вік Ефраїна Антоніо Ріос Гарсія очікує перевірку.
16 липня 2023 після смерті Еусебіо Кінтеро Лопес він став найстарішою людиною в Колумбії, а також 2-м найстарішим живим чоловіком у світі після Хуана Вісенте Перес Мора.
Проживав зі своїм молодшим сином Ітагі в департаменті Антіокія, Колумбія, де й помер 11 січня 2024 року у віці 113 років, 282 дня.

## Рекорди довгожителя
- 4 квітня 2023 року став 24-м підтвердженим чоловіком в історії та 419-м найстарішим у світі, який відсвяткував 113-річчя.
- 13 червня 2023 року увійшов до топ 20 найстаріших верифікованих чоловіків в світовій історії.
- 16 липня 2023 року після смерті Еусебіо Кінтеро Лопес, Ефраїн став 2-м найстарішим живим чоловіком у світі та став найстарішою підтвердженою живою людиною в Колумбії.
- 15 серпня 2023 року увійшов до топ 15 найстаріших верифікованих чоловіків в світовій історії.
- 5 січня 2024 року Ефраїн Антоніо Ріос Гарсія став 10-м за віком найстарішим чоловіком у світі, чий вік був підтверджений.